# Pierre Cogan
Pierre Marie Cogan (* 10. Januar 1914 in Pluneret; † 4. Januar 2013 in Auray) war ein französischer Radrennfahrer.

## Sportliche Laufbahn
Cogan war im Straßenradsport aktiv. 1935 wurde er Berufsfahrer und blieb bis 1951 als Radprofi aktiv. Zu seinen bedeutenden Siegen zählen die Erfolge im Grand Prix de Plouay 1936, im Etappenrennen Circuit des Deux Sèvres 1936 (ein Etappensieg), im Einzelzeitfahren Grand Prix des Nations und im Circuit de l’Aulne 1937, im Circuit de l’Aulne 1938, im Course de côte du mont Faron 1942, bei Vichy–Limoges 1943 und im Circuit des Landes 1946. Dazu kamen Etappensiege bei Paris–Nizza 1936 (zweifach), im Circuit du Sud-Ouest 1937 und im Critérium du Dauphiné libéré 1949. Zweiter wurde Cogan im Critérium national 1941 hinter Benoît Faure, bei Paris–Limoges 1945 hinter Éloi Tassin, in der Tour de Corrèze 1949 hinter Raphaël Géminiani.
Die Tour de France fuhr Cogan siebenmal. Er wurde 1935 11., 1936 16., 1947 12., 1949 10., 1950 7. und 1951 19. der Gesamtwertung. 1948 schied er aus. Im Giro d’Italia 1950 schied er aus.